# Ramp met ruimteveer Challenger
De ramp met het ruimteveer Challenger vond plaats op 28 januari 1986. Bij de ramp kwamen alle 7 astronauten die aan boord waren om het leven. De spaceshuttle Challenger ontplofte 73 seconden na de lancering van zijn tiende vlucht (STS-51-L).
Hij werd onder grote publieke belangstelling gelanceerd. Al tijdens de eerste seconden van de vlucht lekten er hete gassen uit de rechterstuwraket, door een defecte rubberen O-ring die de buitenste afdichting vormde tussen het onderste deel en de rest van de stuwraket. Deze O-ring was niet bestand tegen de lage temperatuur van 2 graden Celsius op het moment van de lancering.
|  |  |

## Oorzaak

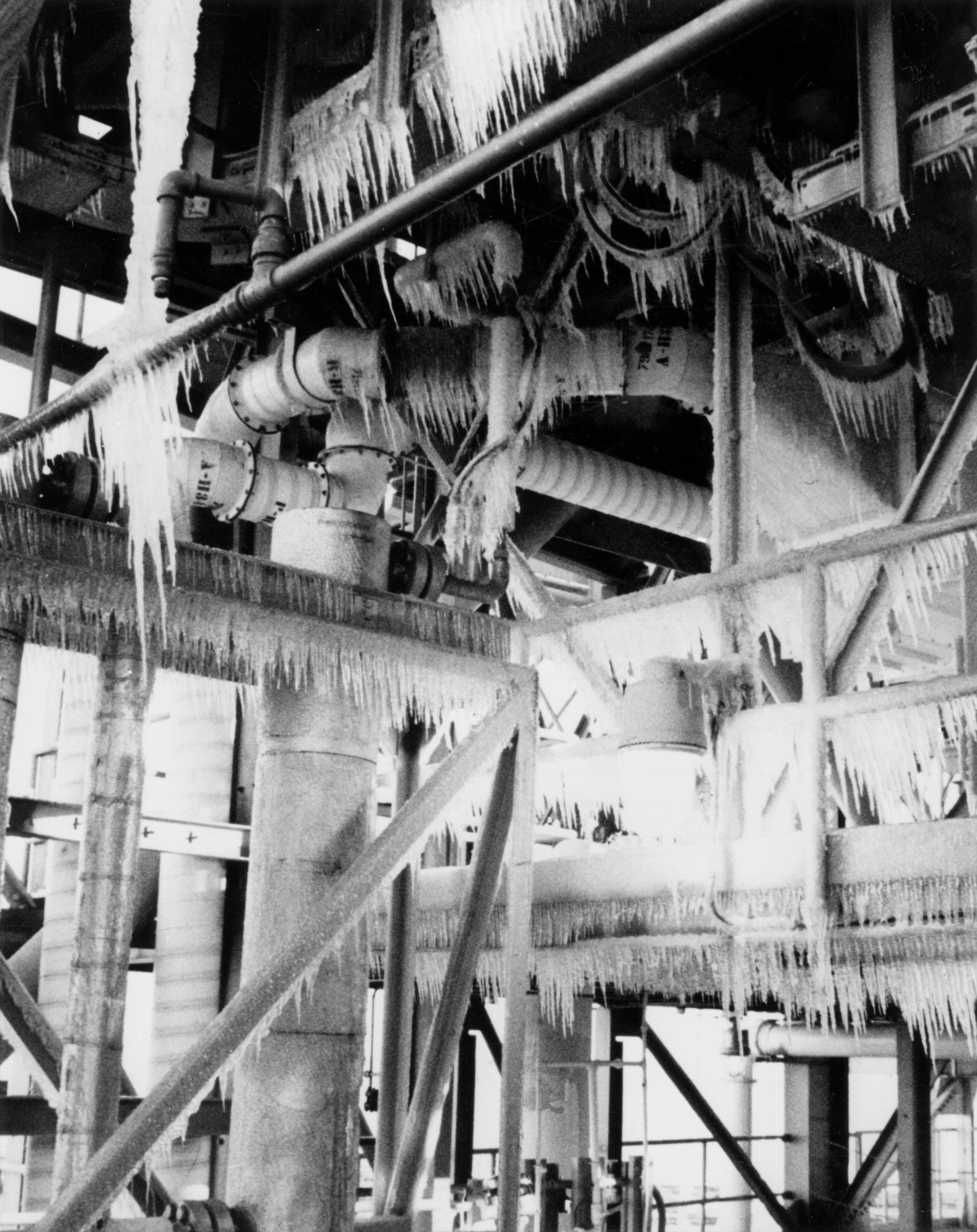
IJs op de lanceerinrichting voor de lancering

Door de defecte O-ring lekten vrijwel meteen na de start, hete gassen en brandstof uit de rechterstuwraket. Deze brandstof bevatte ook aluminium, wat voor extra motorvermogen tijdens de vlucht naar de ruimte moest zorgen. Het verbruik van aluminium leverde slakken op. Deze slakken kwamen in de scheur terecht, waardoor de scheur werd gedicht.
Na 58 seconden passeerde het ruimteveer een smalle luchtlaag met extreme windsnelheden van wel 300 kilometer per uur. Vermoedelijk raakten de slakken in die laag los door de grote windkrachten, waardoor er weer hete gassen en brandstof begonnen te lekken en de scheur groter werd. De hete gassen lekten tegen de onderzijde van de externe brandstoftank, die daardoor 73 seconden na de lancering bezweek. De tank met vloeibare waterstof verloor daardoor vrijwel zijn hele inhoud. Tegelijkertijd werd deze tank met grote kracht in de tank met vloeibaar zuurstof gedreven, waardoor ook deze laatste bezweek. De enorme hoeveelheden waterstof en zuurstof die vrijkwamen werden ontstoken door de uitlaatgassen van de stuwraketten en een zeer snelle verbranding volgde. In tegenstelling tot wat vaak genoemd wordt, was er echter geen sprake van een detonatie.
De officiële onderzoekscommissie die na de ramp door toenmalig president Ronald Reagan werd ingesteld, concludeerde dat de waterstof en zuurstof in een grote wolk weliswaar zeer snel verbrandden, maar dat van explosieve verbranding geen sprake was. De Challenger bevond zich midden in het inferno van de verbrandende brandstoffen en werd uit elkaar gerukt. De cockpit kwam grotendeels intact uit de wolk verbrandende gassen tevoorschijn, viel ruim 16 kilometer omlaag en spatte op het wateroppervlak van de Atlantische Oceaan uiteen. Daarbij kwam de gehele bemanning om het leven. De restanten van de cockpit en de restanten van de zeven astronauten werden enkele weken na het ongeval gevonden op de oceaanbodem en geborgen. De stoffelijke resten van de astronauten werden via staatsbegrafenissen ter aarde besteld. President Reagan was bij de begrafenissen aanwezig en stelde dat ondanks het tragische ongeval met de Challenger het spaceshuttleprogramma voortgezet zou worden.

## Onderzoek

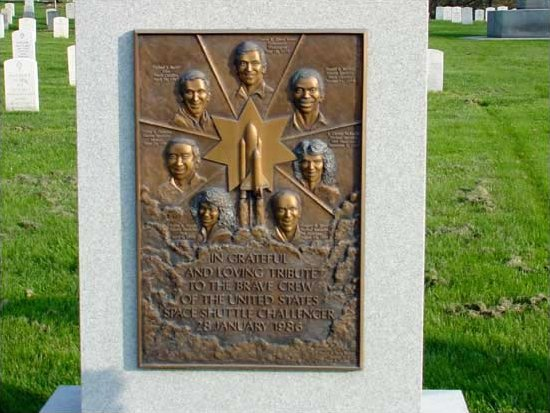
Herdenkingssteen op Arlington National Cemetery

Er werd een uitgebreid onderzoek ingesteld naar het ongeluk, waarbij ook het management van het spaceshuttleprogramma tegen het licht werd gehouden. Tot de leden van de commissie-Rogers behoorden Richard Feynman en Neil Armstrong. Ten behoeve van het onderzoek werd een groot gedeelte van de stuwraketten en de Challenger geborgen van de bodem van de Atlantische Oceaan. De vele beelden die van de lancering werden gemaakt werden uitgebreid bestudeerd en vele honderden getuigen, zowel binnen als buiten het Amerikaanse ruimtevaartprogramma werden gehoord. 
Feynman demonstreerde tijdens een hoorzitting de oorzaak van de ramp en presenteerde een minderheidsstandpunt. Negen maanden na de ramp rapporteerde de onderzoekscommissie haar bevindingen aan de Amerikaanse president en deed zij vele aanbevelingen om herhaling van het ongeval te voorkomen. Pas twee jaar en acht maanden na het ongeval, nadat de constructie van de stuwraketten van de overgebleven spaceshuttles was gewijzigd en onder andere een aantal veranderingen was doorgevoerd in de organisatie van het spaceshuttleprogramma, vond de volgende lancering van een spaceshuttle plaats.
De besluitvorming die leidde tot het lanceren van de shuttle met zijn gevolgen wordt vaak aangehaald als voorbeeld van groepsdenken.